# Giethoorn
Giethoorn (Stellingwerfs: Gietern) is een waterstreekdorp in de kop van Overijssel, in de gemeente Steenwijkerland in de Nederlandse provincie Overijssel en ligt tussen Steenwijk en Meppel.
Giethoorn was tot 1973 een zelfstandige gemeente. Het ging toen samen met Wanneperveen, Blokzijl en Vollenhove deel uitmaken van de gemeente Brederwiede. Op 1 januari 2001 fuseerden de gemeenten Brederwiede, Steenwijk en IJsselham tot de gemeente Steenwijkerland.
Het dorp telt 2630 inwoners en is bekend door zijn bruggetjes, waterwegen en punters. Het wordt wel het 'Hollands Venetië' genoemd. Giethoorn is langgerekt en bestaat uit drie buurten die steeds versprongen van elkaar liggen. In het noorden is dat het Noordeinde, dan volgt de Middenbuurt en ten slotte het Zuideinde. De Dorpsgracht is de centrale as van Giethoorn en eindigt in het zuiden in het Zuideindiger Wijde. De boerderijen en huizen zijn gescheiden door kavelsloten waarover vlonders liggen die de huispercelen verbinden. De bultrugboerderij is kenmerkend voor Giethoorn. De boerderij lijkt een bult te hebben doordat de schuur hoger is dan het woonhuis.
Door de vervening ontstonden plassen en meren. Om de turf te vervoeren groef men vaarten en sloten. Vele huizen zijn als het ware op eilandjes gebouwd, die alleen via bruggetjes te bereiken zijn. De meeste van de meer dan 176 bruggen zijn privé-eigendom.
De enige doorgaande verbinding door het oude dorp over land is een fiets- annex wandelpad dat van het Noordeinde naar het Zuideinde loopt en alleen door de Kerkweg tussen Noordeinde en Middenbuurt onderbroken wordt. Het voornaamste verkeer vindt plaats over het water. Het belangrijkste traditionele vaartuig dat hiervoor gebruikt werd, was de punter, voortbewogen met een punterboom (punteren). Tegenwoordig worden allerhande motorisch voortbewogen boten hiervoor gebruikt en wordt er nauwelijks nog gepunterd.

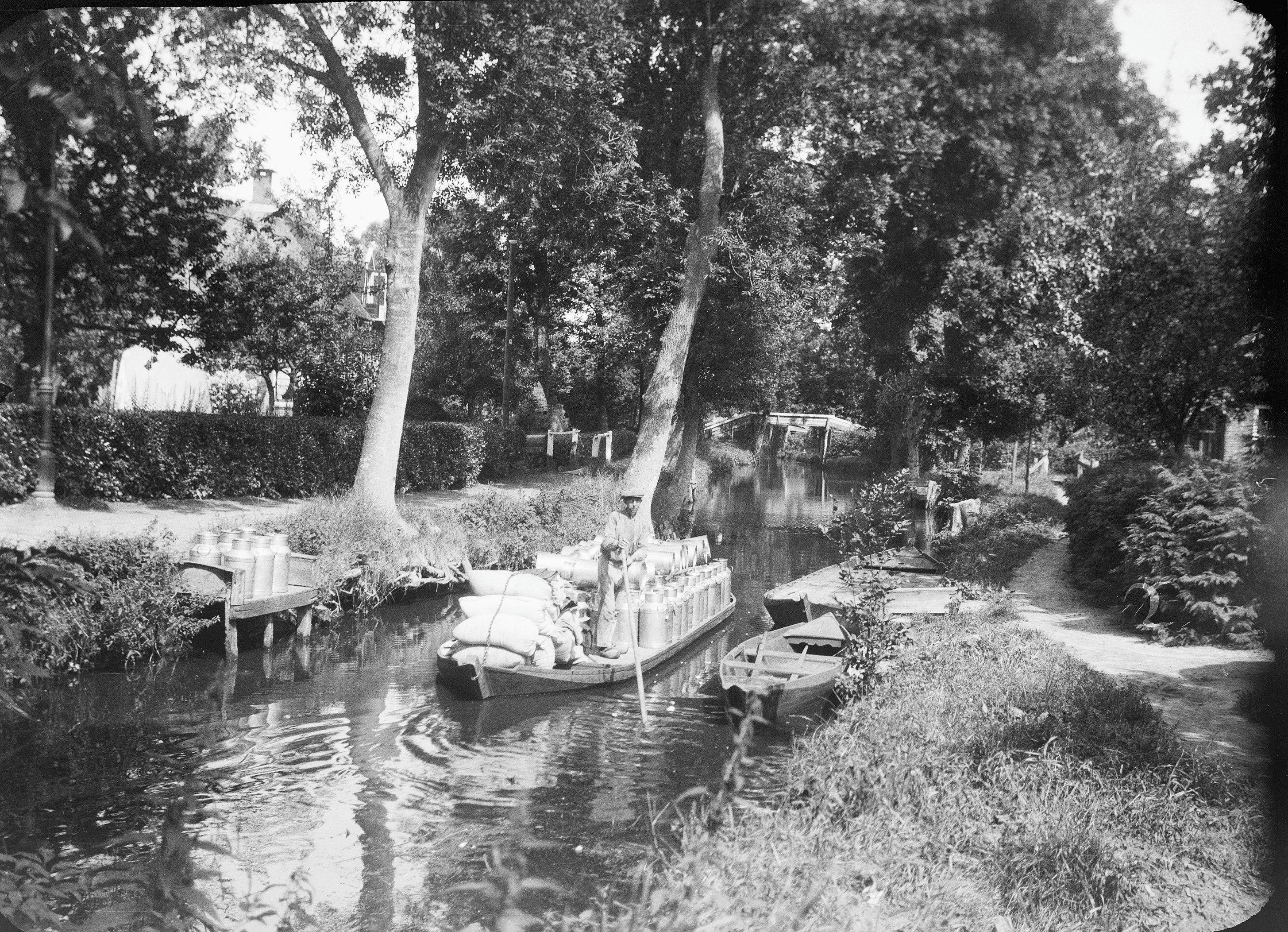
Melkvaarder op een Gieters vlot in 1926

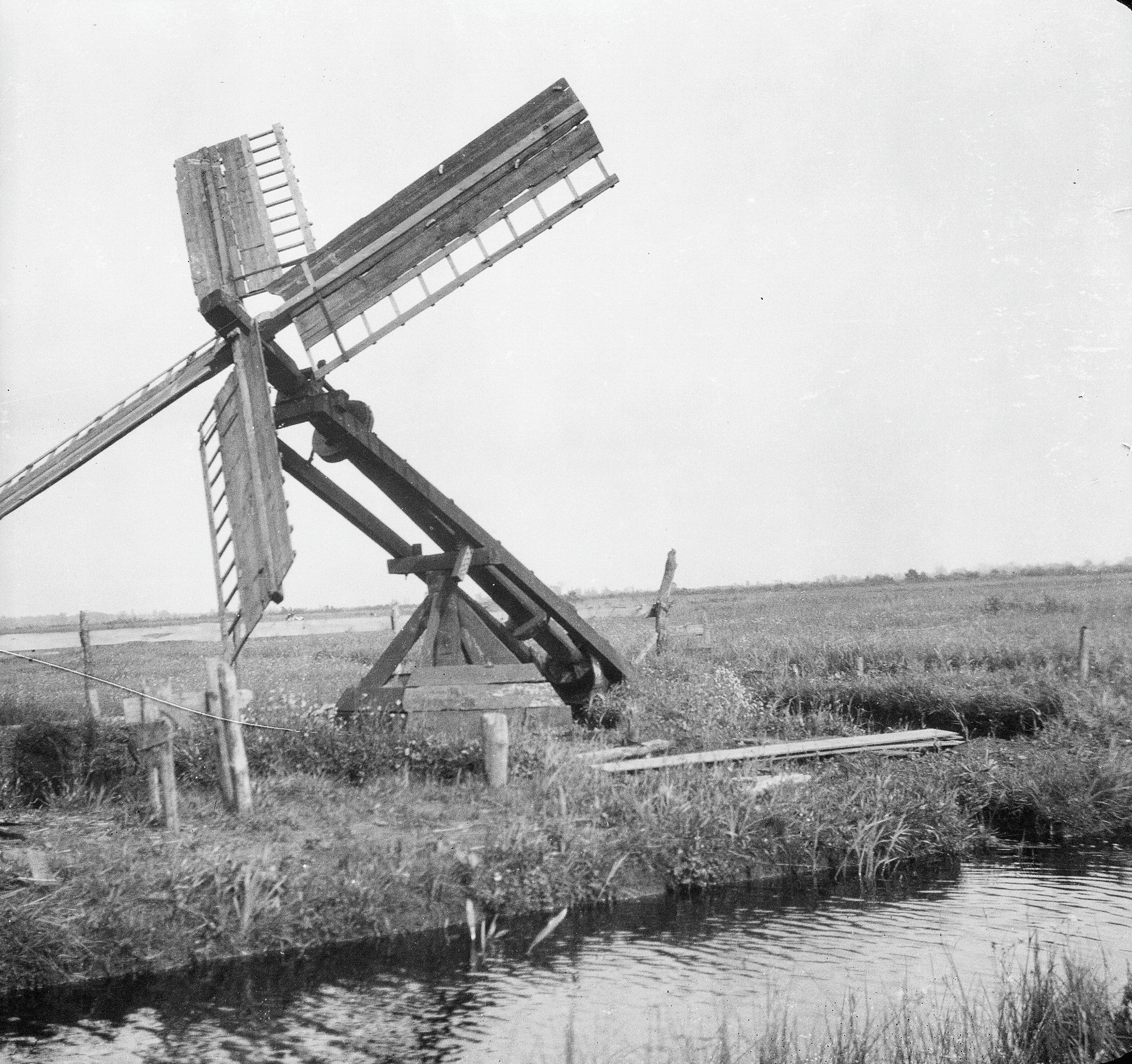
Tjasker aan het Bovenwijde, met op de achtergrond Middenbuurt in 1926

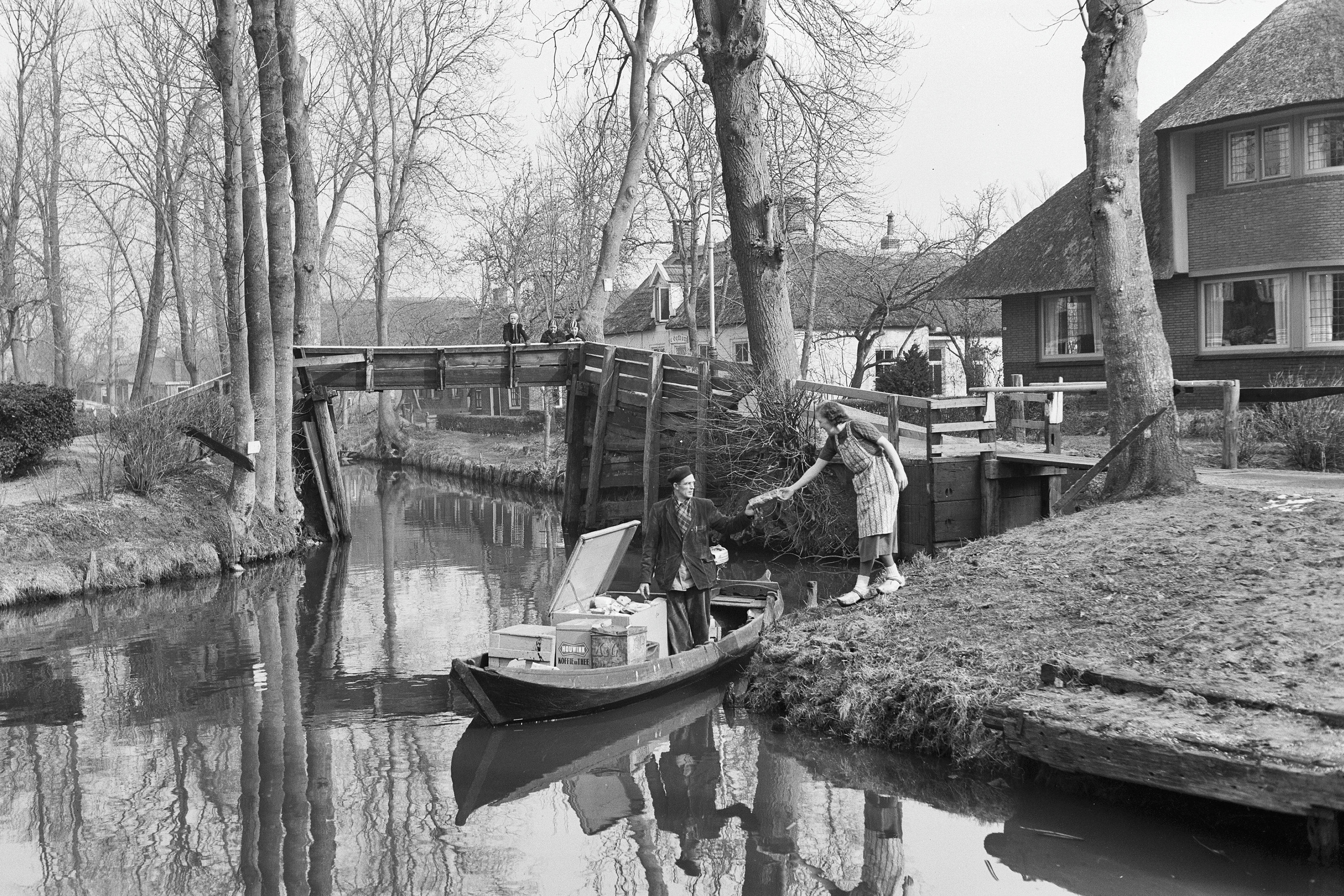
Kruidenier (Hendrikus Zeefat) brengt per punter zijn waren rond in 1955

## Naam
De eerste vermelding van Giethoorn dateert uit 1225. Flagellanten worden vaak vermeld als stichters van Giethoorn. Gait L. Berk schrijft erover: "Als dat waar is, is het fantastisch. Stel u voor, een troep haveloze dwepers die zich al maar geselen en uitzinnig ronddolen om dan voorouders te worden van een degelijk gekleed en kalm ploeterend volk." Berk legt ook een verband met het klooster dat in Giethoorn-Noord gestaan heeft. Deze pioniers zouden veel geitenhoorns gevonden hebben van door de stormvloed van 1170 vanuit de Zuiderzee omgekomen geiten. Volgende deze verklaring zouden zij hun nederzetting Geytenhorn genoemd hebben. Later werd dat Geythorn, en dankzij het dialect is het Giethoorn geworden. De geitenhoorn is terug te vinden in het wapen van Giethoorn. Volgens taalwetenschappers heeft "hoorn" echter de betekenis "in het water uitspringende hoek land", hetgeen de vorm "Gethorne" (1230) ook laat vermoeden.

## Geschiedenis
Giethoorn was een nederzetting van veenontginners. De ontginning startte vanaf de oostoever van het Giethoornsche Meer en bestond uit naar het oosten gerichte kluften die gescheiden werden door watergangen, zoals de Cornelisgracht en de Walengracht. De Dwarsgracht vormde een achterkade van een dergelijke ontginning. Naarmate de ontginning door de eeuwen vorderde werd het dorp oostwaarts verplaatst. De laatste keer gebeurde dat in de 17e eeuw, waarbij het dorp van de Gieterse Dijk, die later Beukersweg genoemd werd, naar het gebied van de huidige Dorpsgracht verplaatst werd. Rond 1750 schakelde het dorp over van vervening als basis van het bestaan naar veehouderij. De grachten waren aanvankelijk gegraven voor de afvoer van turf, maar kregen meer en meer betekenis voor het landbouwbedrijf. Na de laatste verplaatsing van het dorp naar de Dorpsgracht kreeg Giethoorn het karakter van een waterdorp met een gracht begeleid door een voetpad met voor de scheepvaart afneembare vonders. Daarnaast kwamen de typerende hoge bruggetjes. Deze moesten hoog zijn om in de boot staande punteraars en hoog met hooi beladen bokken onbelemmerde doorgang te kunnen verlenen. De Gietersen gebruikten hun boten ook voor vervoer naar omliggende plaatsen als Steenwijk, Meppel, Zwartsluis en Blokzijl.
Er ontwikkelde zich een vaarcultuur met eigen Gieterse scheepstypen. De Gieterse punter is daarvan de bekendste. Dit is een boot van ongeveer 6,30 meter lang en met een grootste breedte van 1,45 meter. De punter werd gebruikt voor allerlei transport. Winkeliers, zoals de bakker, gingen ermee rond door het dorp om hun waar te verkopen. Arbeiders die werkzaam waren in de turfmakerij of het snijden van biezen en riet, gingen ermee naar hun werk en konden dan een deel van de oogst meenemen in de punter. Verder werd de punter gebruikt voor begrafenissen en huwelijksfeesten. Ook veermannen die op marktdagen naar Steenwijk of Meppel afreisden om handelswaar te kopen of te verkopen gebruikten hiervoor lange tijd de punter. Ook visite kwam vaak per punter op bezoek. In Giethoorn werd de punter geboomd, bij gunstige wind ook gezeild met een sprietzeil en een zwaard dat bij overstag gaan of gijpen aan de andere boord gehangen werd.
Punters werden ook gebruikt bij het "heveslepen". Bij hoge waterstand voer men naar een kragge, een bodem bestaande uit halfvergane plantenresten, bijeengehouden door wortels van waterplanten, die door de luchtkanalen in de wortels blijft drijven. Deze kragge werd versneden in stroken van een meter breed en op de zij gerold. Vervolgens werden ze achter elkaar vastgebonden. Deze reeks kraggen werd achter een punter versleept naar een plek waar men land wilde winnen. Dit transport vond ook plaats door de dorpsgracht.
Een slag groter dan de punter is het Gieterse vlot, tussen de 8 en 11 meter lang en de breedte schommelde rond de 2 meter. Het werd gebruik voor transport van melkbussen, hooi, turf, hout, mest en riet. Met behulp van een veervlot is een tijd een veerdienst naar de markt in Meppel onderhouden. Vlotten werden geboomd en bij gunstige wind gezeild.
Het grootste schip dat in Giethoorn gebruikt werd, was de Gieterse bok, die meer dan 12 meter lang kon zijn en soms was uitgerust met een kajuit. De bok werd gebruikt voor de zwaarste transporten en grote hoeveelheden hooi, maar ook grootvee werd vervoerd met de bok. Bokken werden ook door puntermakers verhuurd aan bijvoorbeeld boeren, soms voor een jaar, die deze dan weer onderverhuurden aan anderen voor bepaalde werkzaamheden. Bokken werden geboomd en bij gunstige wind ook gezeild.
De roeiboot was de kleinste boot die traditioneel in Giethoorn werd gebruikt en werd plaatselijk 'botie' genoemd. Deze waren 4 à 5 meter lang. Deze werd in tegenstelling tot de andere vaartuigen (gezamenlijk in Giethoorn "gevaer" genoemd) geroeid. Deze bootjes werden gebruikt om te melken of om kleine, snelle tripjes te doen.
Dit vele gebruik van boten leidde tot een aantal punterwerven. Soms worden er aantallen van 14 tot 20 punterwerven in Giethoorn genoemd. Bij Berk wordt dit in twijfel getrokken en Niek van den Sigtenhorst komt uit op 4 tot 6 punterwerven in Giethoorn.
Naast de eerdergenoemde veeteelt en turfwinning was ook rietsnijden en het snijden van andere waterplanten ("dulen") voor dakbedekking een bron van inkomsten. Visserij was ook van belang in het Giethoorn in de 19e eeuw/begin 20ste eeuw. Het winnen van krabbenscheer als meststof (scherentrekken) was ook een economische activiteit. Aan zandwinning werd ook gedaan. Dat zand werd met behulp van punters van de bodem van het Bovenwijde gehaald.
Door de stormvloeden van 1775, 1776 en 1825, sloegen in het verveende gebied met brede trekgaten de smalle ribben weg en ontstonden het Bovenwijde en het Molengat. Doordat het veen niet dieper was dan 1 meter en er daaronder een stevige zandlaag was, is de maximale diepte van deze meren ook beperkt tot 1 meter, uitgezonderd een plek in het zuidwesten van het Bovenwijde waar op grootschaliger wijze zand gewonnen is. In 1825 waren er geen dodelijke slachtoffers in Giethoorn doordat de bevolking zich met zijn vaartuigen in veiligheid kon brengen. Ook direct ten westen van Giethoorn lag een meer. Dit meer is in de 19e eeuw drooggemalen en werd de Gietersche Polder genoemd.
Vanaf 1928 werd Polder Giethoorn (een andere polder dan de bovengenoemde Giethoornsche polder) aangelegd. De gronden werden onteigend terwijl de bevolking van Giethoorn daartegen hevig protesteerde. Met behulp van tewerkgestelde werklozen werden het moerassige gebied ontgonnen en kwamen er andere boerderijen met een modernere bedrijfsvoering, zonder de kenmerkende vaarcultuur van Giethoorn. Een enkele Gieterse boer kon in deze polder zijn bedrijf voortzetten, maar de meeste agrariërs kwamen uit andere delen van het land. De Gietersen zetten daarna gronden ten oosten van Giethoorn om in weidegrond.
In 1950 kwam, na een korte opleving in de Tweede Wereldoorlog, de turfwinning in het gebied rond Giethoorn ten einde.
In de 17e eeuw vertrokken veel Gieterse turfgravers naar Groningen. Mede door de Gietersen kwamen de dorpen Wildervank en Veendam tot bloei. In de 18e eeuw, vooral rondom 1760, vertrokken veel Gietersen in de richting van Heerenveen. Dit liep door tot in de 19e eeuw. Mede door de Gieterse verveners vervaagde de Nedersaksisch-Friese taalgrens, de rivier de Kuinder. Hierdoor ontstonden Stellingwerfs Nedersaksischtalige taaleilanden in het Friese gebied. In verscheidene plaatsen werd deze taal aangeduid met Gietersk. Rond 1900 was de taal van het schoolplein in Tjalleberd en Luinjeberd het Gieters (Tsjalberters). In het midden van de jaren 50 hadden deze dorpen zich bijna geheel aangepast aan de Friestalige omgeving. Circa 10% van de bevolking sprak toen nog het Tsjalberters, op de lagere school was voor slechts 1,85% het Tsjalberters de omgangstaal. In het gebied van Oldeouwer en Ouwsternijega was voor 40% de taal onderling de 'turftrapperstaal', waar men zich voor schaamde. Omstreeks 1900 was het Gietersk hier nog de schooltaal.
Rond 1900 daalde het inwonerstal van Giethoorn opnieuw door een grote trek naar Twente.

### Toerisme en verdere ontwikkeling

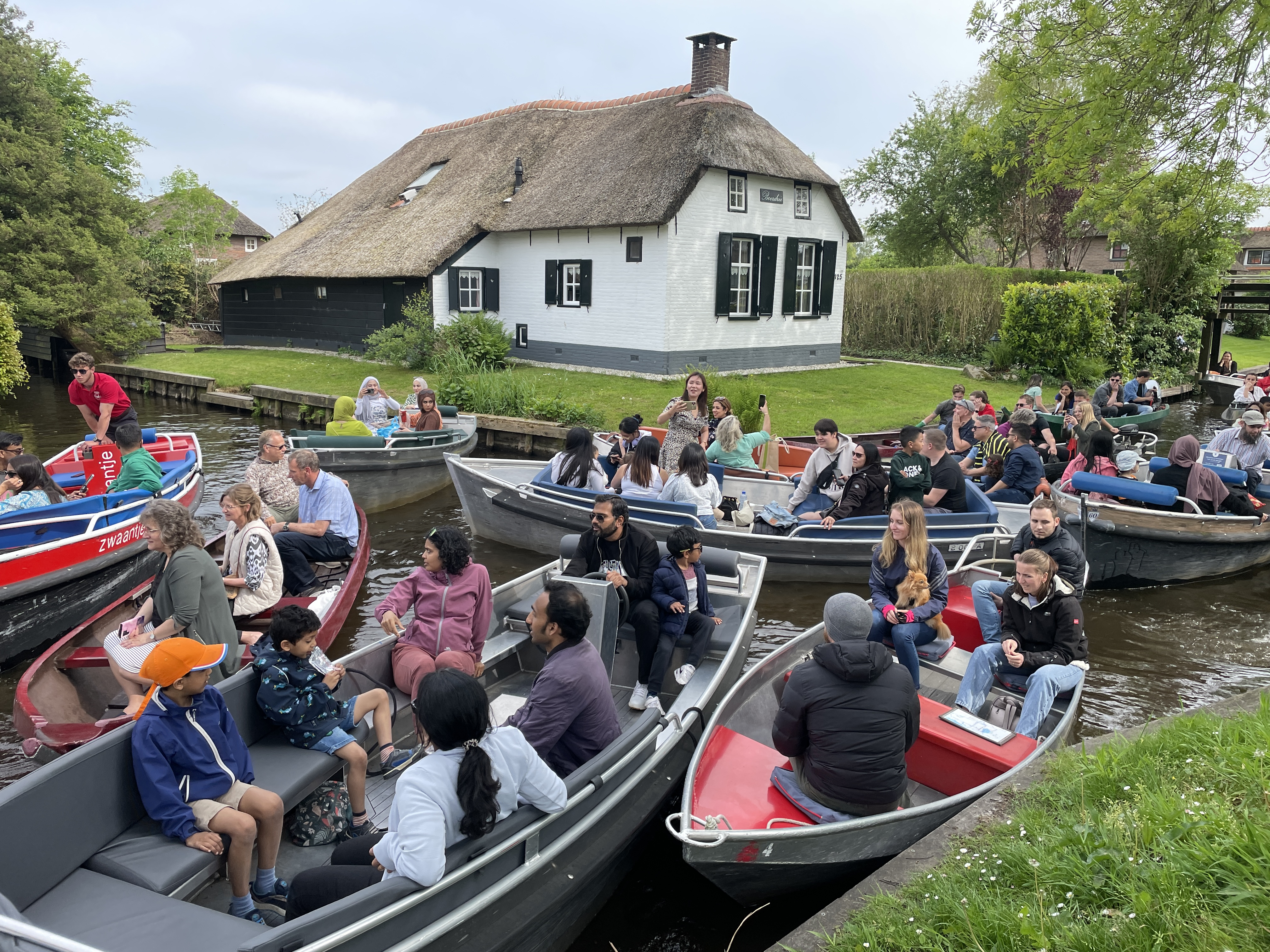
Giethoorn (2024)

Bert Haanstra nam in Giethoorn in 1958 zijn speelfilmdebuut Fanfare op, een film over twee rivaliserende fanfares in het fictieve dorpje Lagerwiede. Na het verschijnen van de film Fanfare (die door 2,6 miljoen mensen werd bekeken) nam het toerisme sterk toe. Het werd de belangrijkste bron van inkomsten. Vanaf de jaren 1970 kwamen ook buitenlandse toeristen, vooral uit de buurlanden Duitsland en België. 
Bladriet werd tot 1966 gebruikt als afdekking voor bollenvelden en leverde de Gieterse boeren inkomsten op. Na 1966 werd daarvoor stro gebruikt. De vaarboeren verdwenen uit het dorpsbeeld. De boerderijen werden omgebouwd tot woningen en werden bewoond door mensen van elders. De gronden van vaarboeren komen geleidelijk aan in het bezit van de Natuurmonumenten die in de streek rond Giethoorn het grote reservaat De Wieden opbouwt. De N334 wordt omgebouwd tot een doorgaande verbinding doordat in de jaren vijftig van de twintigste eeuw de weg door de Belterwijde wordt aangelegd en in de jaren zestig ten een brede weg langs het Kanaal Beukers-Steenwijk richting Steenwijk. Er verschijnt een nieuwbouwwijk aan noordrand van de Giethoornsche Polder. Langs het Kanaal Beukers-Steenwijk komen jachthavens en andere voorzieningen voor de watersport.
In 2005 opende 'Holland Marketing' een kantoor in Beijing voor het trekken van Chinese toeristen naar Nederland. De Giethoornse hoteleigenaar Gabriella Esselbrugge wist via dit bedrijf met succes het dorp te promoten onder de opkomende steeds meer bemiddelde Chinese middenklasse (die nu ook een paspoort kon krijgen) met behulp van pittoreske afbeeldingen van rietgedekte boerderijen, punters en andere hoogtepunten uit het dorp. Daarbij appelleerde ze aan traditionele Chinese waarden en nostalgie en verlangen naar de Chinese rurale idylle. Esselbrugge nam een Chinees-Nederlandse vrouw in dienst om de toeristen in hun eigen taal te kunnen bedienen. Vanaf 2014 opende ze ook 'Hollandse' gelegenheden in China, waar de Chinese gasten naast 'Hollands' eten ook flyers van Giethoorn konden vinden. Ook werd een campagne opgezet om Arabische toeristen uit Bahrein en Dubai te trekken om het toeristenseizoen verder uit te kunnen breiden. Volgens schattingen in 2020 komen 1 tot 1,5 miljoen toeristen per jaar naar Giethoorn.

## Demografie
In 1795 telde het Schoutambt Giethoorn 1463 inwoners. De gemeente Giethoorn telde in 1809 1426 inwoners. Dit nam af tot 1356 inwoners in 1829. Vervolgens groeide de bevolking tot 1636 zielen in 1849 waarna de bevolking nagenoeg stabiel was tot 1869. Vervolgens groeide de bevolking, met een stagnatie tussen 1910 en 1930, tot circa 2600 inwoners midden jaren 40. Vervolgens trad een lichte daling op tot 2422 inwoners in 1972. Het inwonertal van de wijk Giethoorn bedroeg in 2013 2759, stijgend naar 2890 in 2024.
Tussen 1849 en 1899 was circa 86 tot 88% van de bevolking geboren in de gemeente Giethoorn. Verder was circa 6 tot 9% geboren buiten Giethoorn maar in Overijssel. In 1849 was 92% van de bevolking geboren in Overijssel, stijgend tot 95% in 1899. Het percentage inwoners geboren in het buitenland daalde van 0,2% in 1849 tot 0,05% in 1879. In 1889 en 1899 waren er in de gemeente geen inwoners geboren buiten Nederland. In 1947 was 76% geboren in de gemeente dalend naar 71% in 1960. 87% was in 1947 in Overijssel geboren en in 1970 84%. Het percentage geboren in het buitenland steeg van 0,3% naar 0,4%.

## Religie

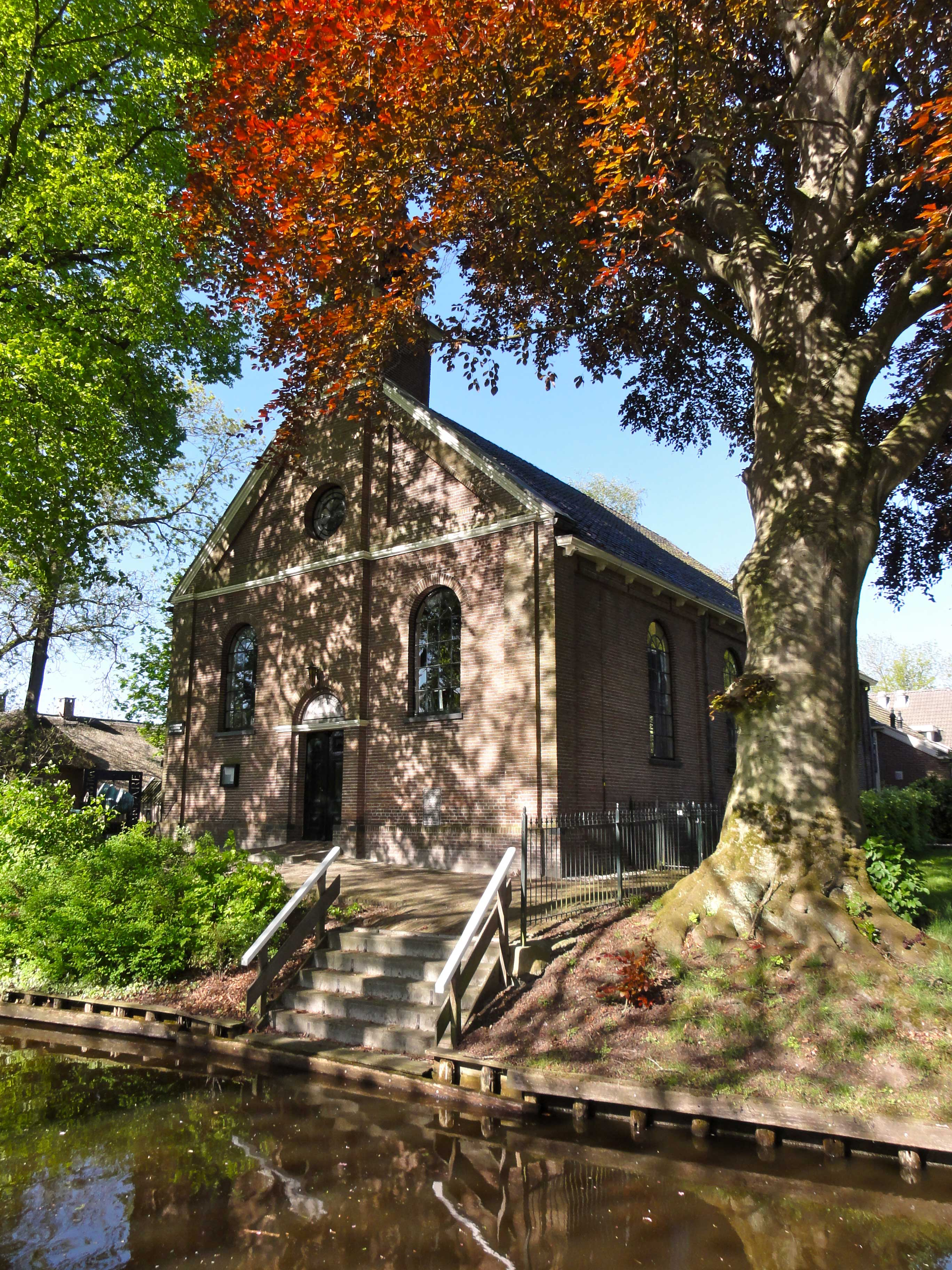
Doopsgezinde kerk van Giethoorn

In de veertiende eeuw werd de eerste kerk in Giethoorn gebouwd, een katholieke. In 1551 werd er een doopsgezinde gemeente in Giethoorn gesticht, een van de eersten in Nederland.
Kerkelijk gezien week Giethoorn af door een relatief sterk doopsgezind karakter. Er hebben tot eind 19e eeuw twee doopsgezinde kerken in Giethoorn gestaan. In Giethoorn-Noord stond een kerk van strengere mennisten, waarvan de laatsten zich in 1890 aansloten bij de Zuidergemeente. In 1894 werd het kerkje afgebroken. De doopsgezinden vormden een vrijzinnige enclave te midden van een orthodox gebied met plaatsen als Staphorst, Genemuiden en Hasselt. Het aandeel doopsgezinden bedroeg in 1925 41%; 40% was Nederlands-Hervormd. In 1955 zou het aandeel doopsgezinden zijn teruggelopen tot 20%. Het aandeel buitenkerkelijken is in de loop van de 20ste eeuw sterk gestegen. De huidige doopsgezinde dorpskerk De Vermaning werd in 1871 gebouwd.

## Bekende inwoners

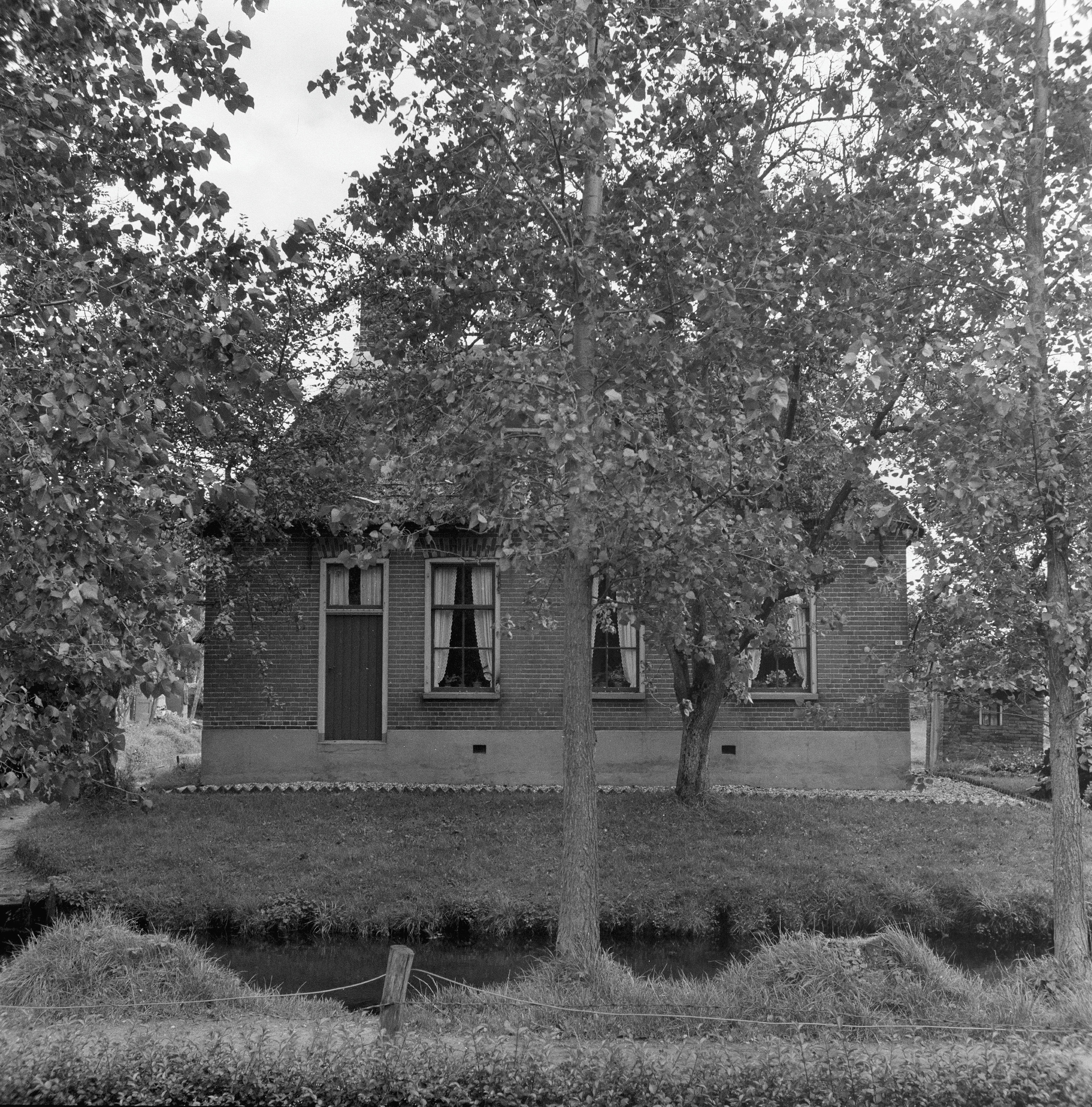
Boerderijtje waar vroeger Hendrik Groen woonde, tegenover het vroegere doktershuis.

Giethoorn heeft verschillende schilders aangetrokken. Zij kozen Gieterse taferelen tot hun onderwerp. Veel van deze schilders behoorden tot de Haagse of Larense School, zoals Cornelis Vreedenburgh, W.B. Tholen en G.F. van Schagen. Zij verbleven hiervoor enkele weken in het dorp om dan weer te vertrekken. Ze logeerden dan bijvoorbeeld bij café Sloothaak aan het Zuideinde. Een schilder die zich gevestigd heeft in Giethoorn was Piet Zwiers. De schilder Hendrik Broer is geboren te Giethoorn.
Van 1912 tot 1929 was Tjeerd Hylkema verbonden aan de Doopsgezinde gemeente van Giethoorn. Naar hem werd de ds. T.O. Hylkemaweg genoemd, die in de volksmond ook wel als het "Peerdepad" bekendstaat. Vanaf de jaren zeventig van de twintigste eeuw raakte Giethoorn in trek als woonplaats voor beroemde Nederlanders. Acteur Rijk de Gooyer was daarin de trendsetter. Na hem volgden o.a. de schrijvers Herman Pieter de Boer en Eelke de Jong, beeldhouwer Herman Nieweg en striptekenaar Peter van Straaten. De echtgenote van René Froger, Natasja Froger-Kunst heeft korte tijd in Giethoorn gewoond. In 1974 ging de woonboerderij van Rijk de Gooyer in vlammen op.
Chef-kok Jonnie Boer, langebaan-schaatser Tim Roelofsen en molenontwerper zijn geboren in Giethoorn.

## Toeristische trekpleisters

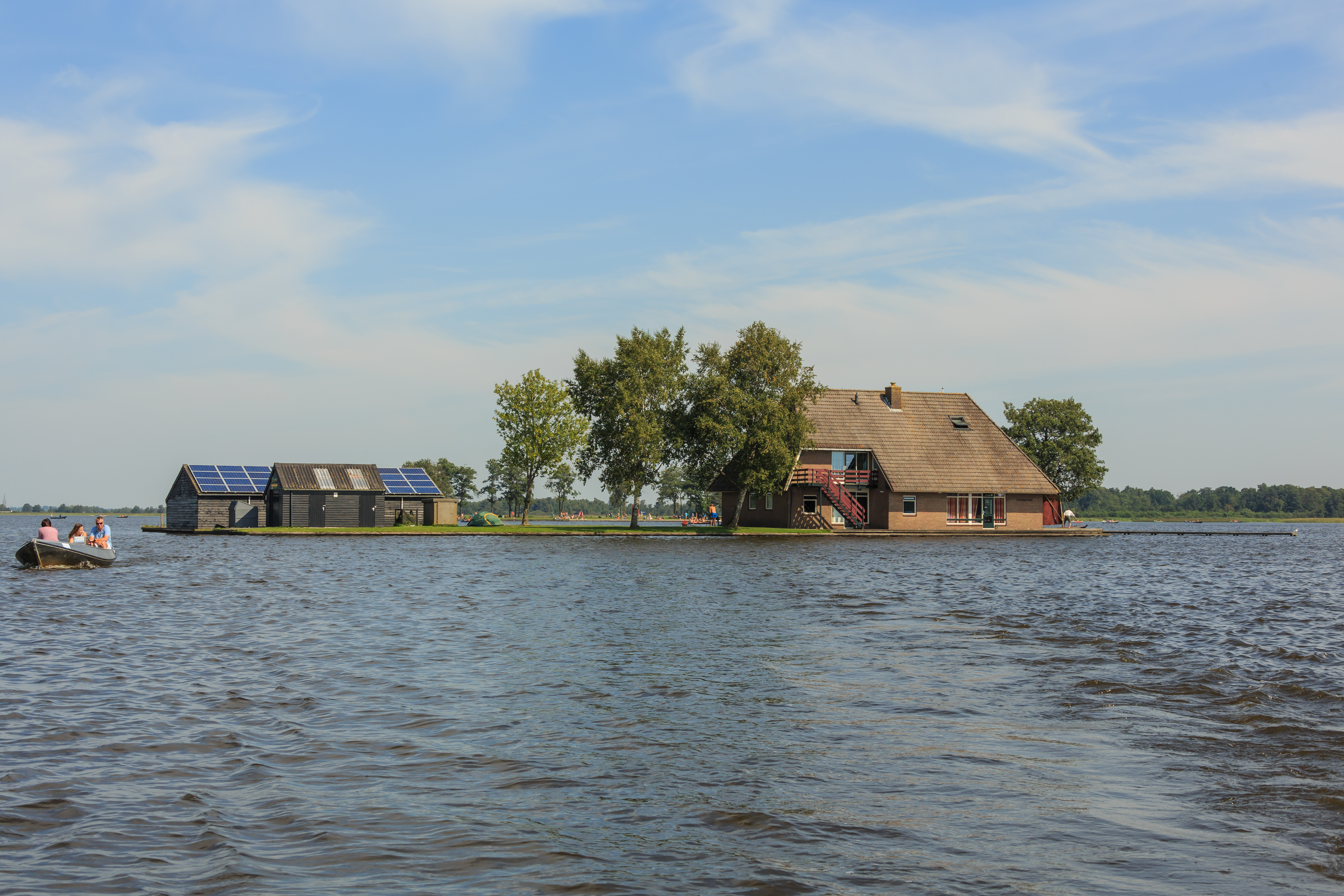
Het Kraggehuis in het Bovenwijde

- Nationaal Park Weerribben-Wieden. Giethoorn is gelegen in de Wieden, en aan de rand van een uitgestrekt Nationaal park. De Wieden bestaan, voor zover eigendom van de Vereniging Natuurmonumenten, uit ongeveer 6000 hectare aan plassen, rietlanden, moerasbossen, natte weilanden en ander natuurgebied.
- Giethoorn ligt in een waterrijk gebied met verschillende grote en kleinere meren, waarop veel aan watersport wordt gedaan. Nabij het dorp zelf liggen het Bovenwijde en het Zuideindigerwijde, iets zuidelijker liggen de uitgestrekte plassen Belterwijde en Beulakerwijde. Watersportcentra liggen o.a. bij Blauwe Hand en bij Ronduite.
- Op veel plaatsen in het dorp zijn boten te huur. Voor een groot deel betreft het motor- en fluisterbootjes, maar ook punters van polyester of hout, met of zonder motor zijn te huur. De punters zonder motor moeten dan door het dorp gepunterd worden. Ook zijn er zeilpunters te huur. Veel bedrijven bieden rondvaarten door het dorp aan.
- Museumboerderij 't Olde Maat Uus. Dit is een Giethoornse boerderij uit ± 1800 met een expositie over 100 jaar wonen en werken in Giethoorn. De boerderij is ingericht in oude stijl, inclusief grutterswinkeltje, vissershuisje, tjaskermolen en hooiberg.
- Scheepswerf Schreur en scheepswerf Wildeboer. Hier worden Gieterse punters en streekeigen platbodems gebouwd.
- Museum "De Oude Aarde". Hier bevindt zich een expositie van edelstenen, sierstenen en mineralen, en een terrarium.
- Schelpengalerie Gloria Maris
- Automuseum "Histomobil". Naast auto's en andere vervoermiddelen worden hier ook schaatsen, weegtoestellen etc. tentoongesteld.
- Pottenbakkerij Rhoda. Vervaardigt aan de Dorpsgracht in Giethoorn al 30 jaar handgedraaid keramiek in onder andere de kleur "Gieters blauw".
- Giethoorn Floramics. Kleinschalig keramiekatelier.

Een deel van Giethoorn is een beschermd dorpsgezicht.

## Windmolens
Bij Giethoorn staat een drietal eenvoudige poldermolentjes van het type Tjasker, te weten: Molengat, Noord, Zuid. Ten zuiden van het dorp staat een kleine Amerikaanse windmotor.

## Openbaar vervoer
Giethoorn wordt bediend door buslijn 70 (Oldemarkt Koningin Julianaweg - Zwartsluis Busstation). De bus rijdt iedere dag van de week om het uur, echter niet 's avonds.

## Afbeeldingen

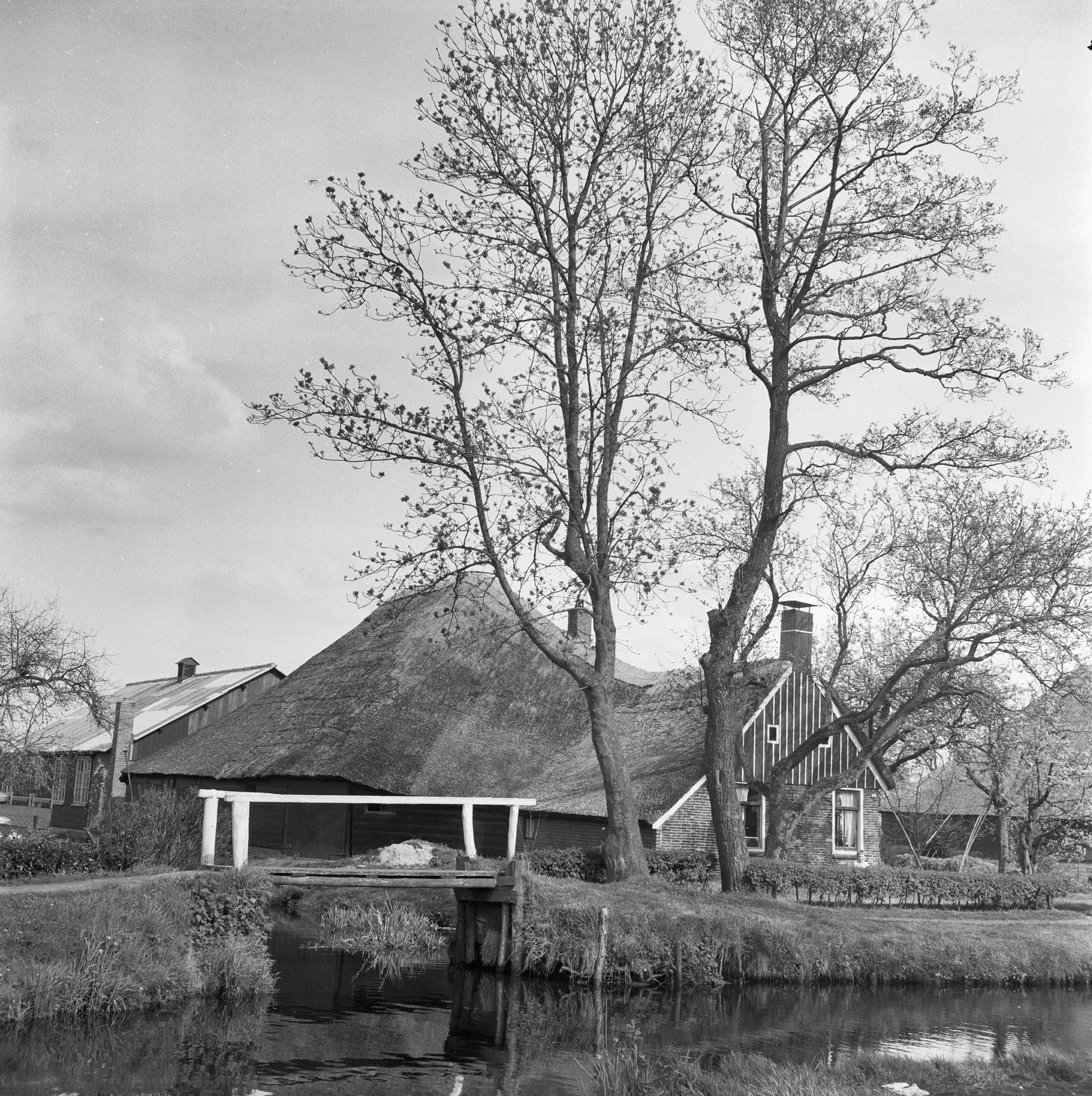
Huis met kameeldak of bultrugboerderij
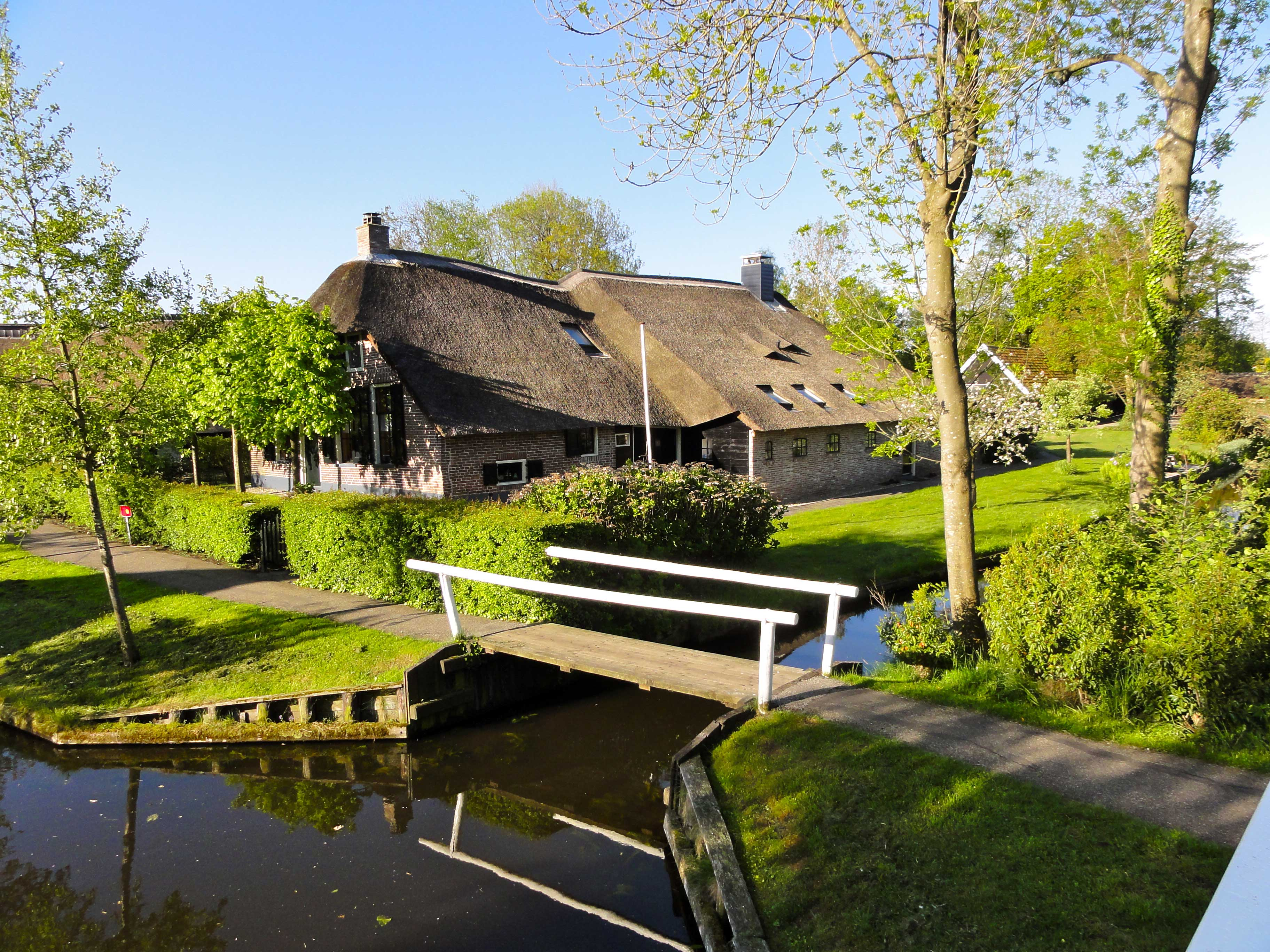
Noorderbuurt
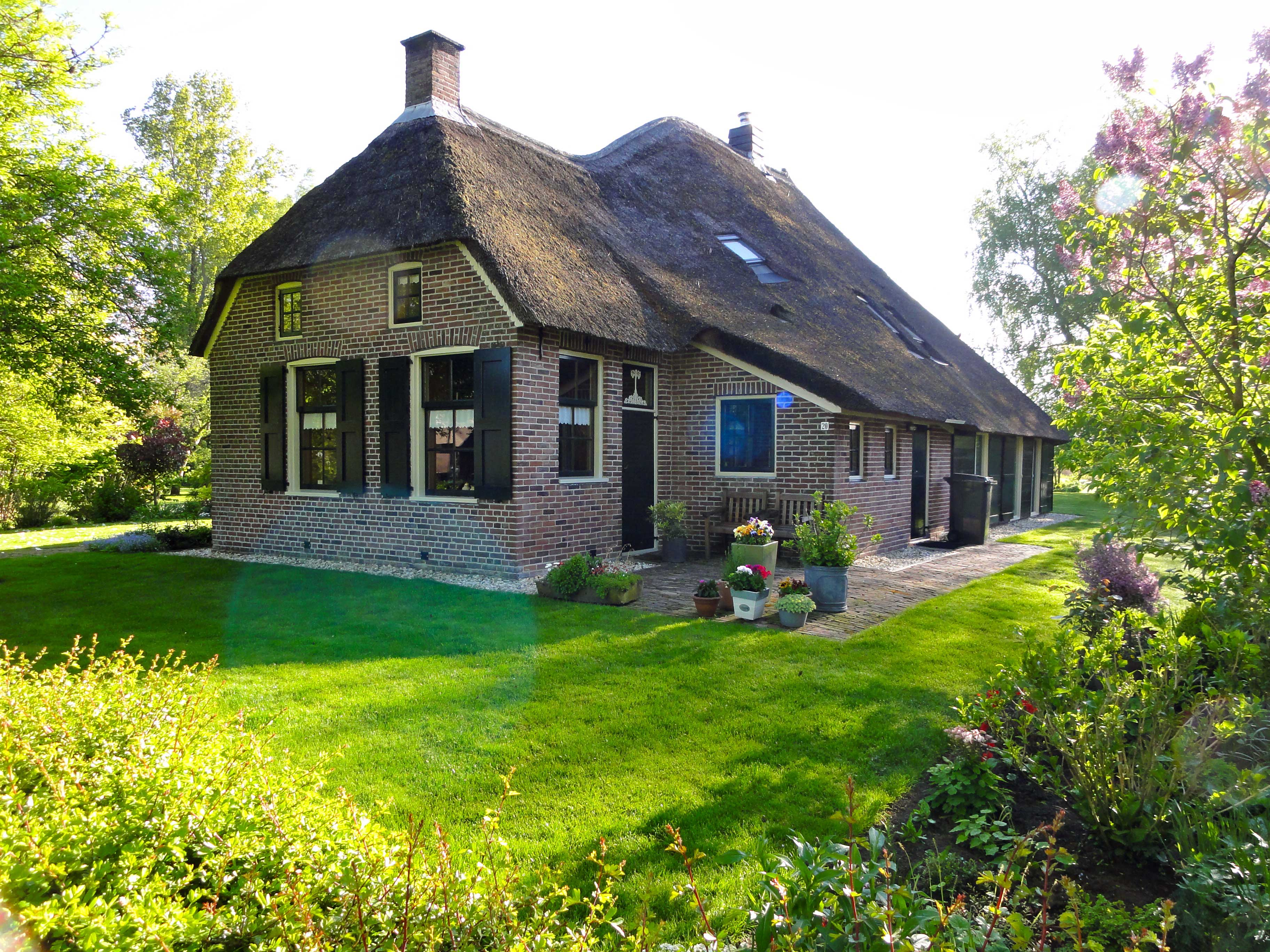
Bultrugboerderij in Giethoorn Noordeinde
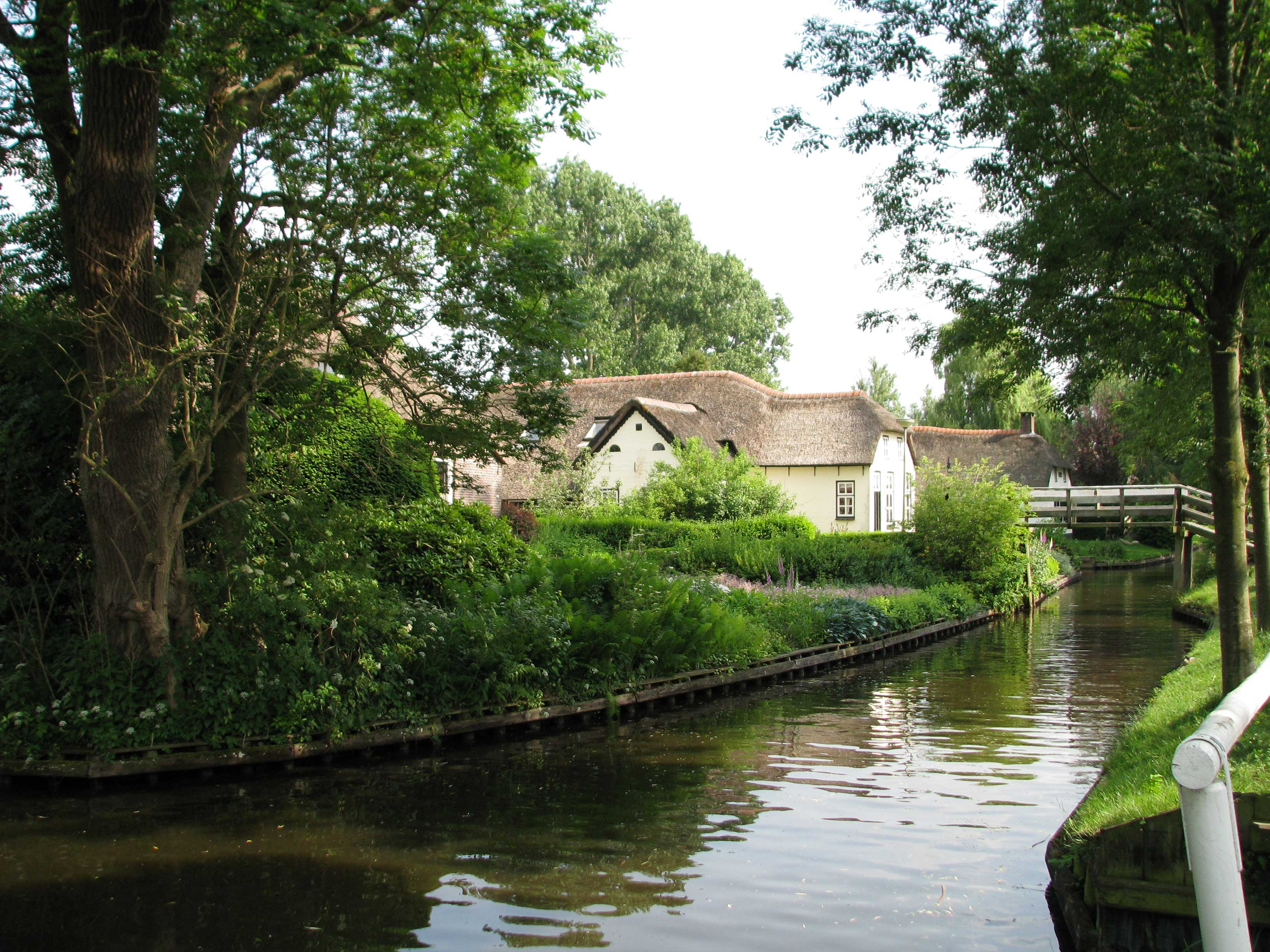
Dorpsgracht
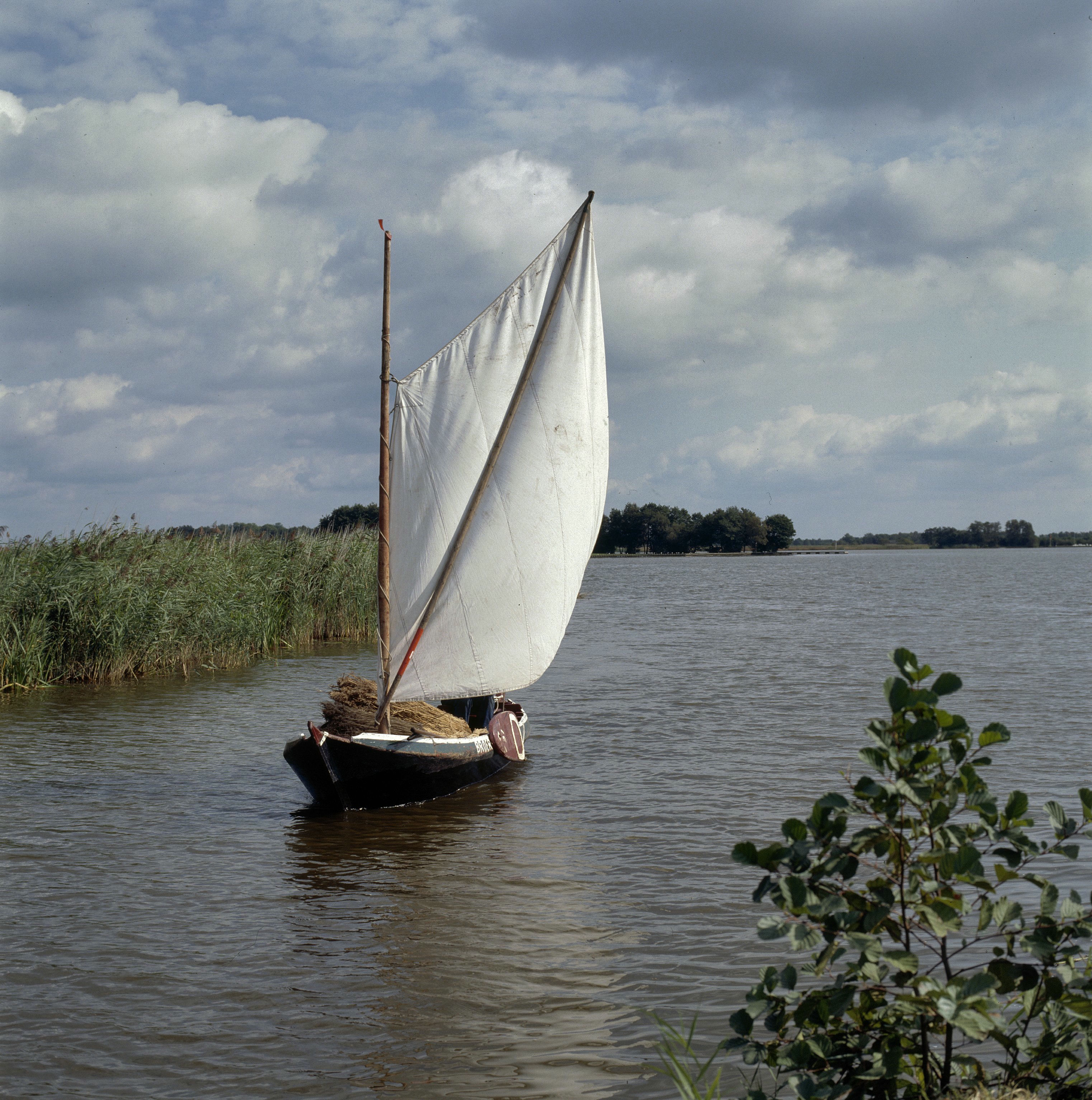
Met riet beladen punter met sprietzeil
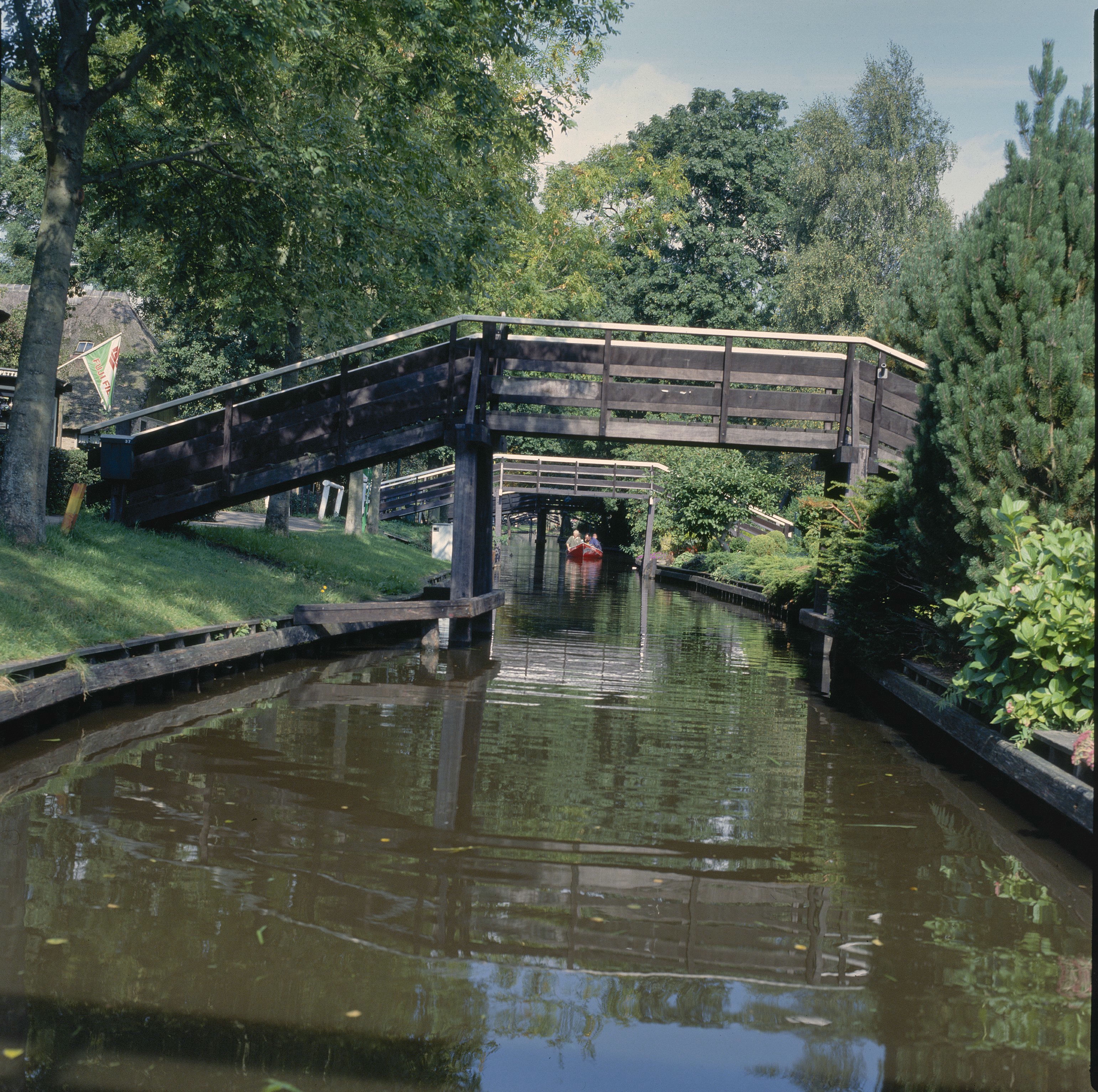
Dorpsgracht met bruggetjes
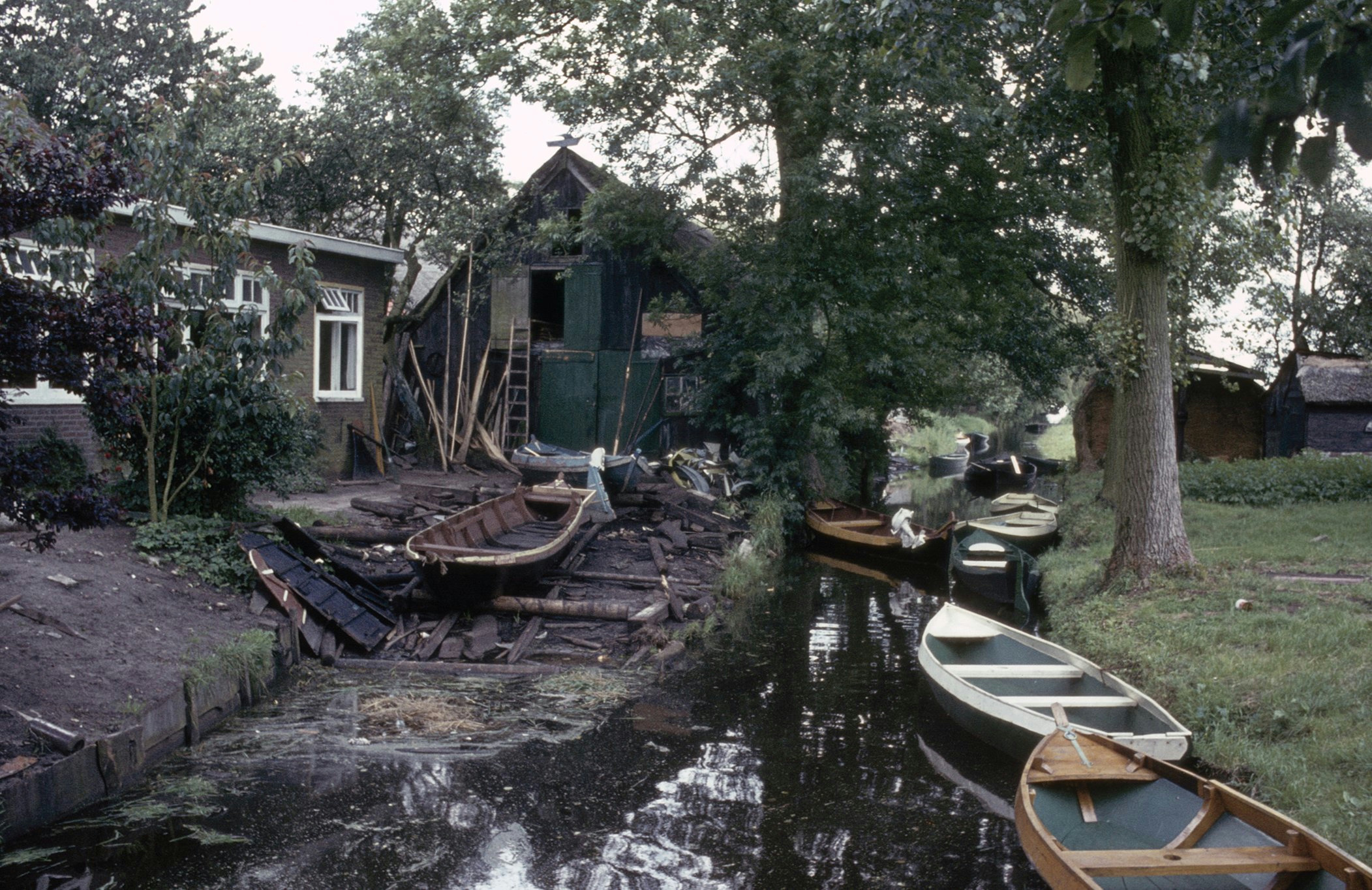
Punterwerf
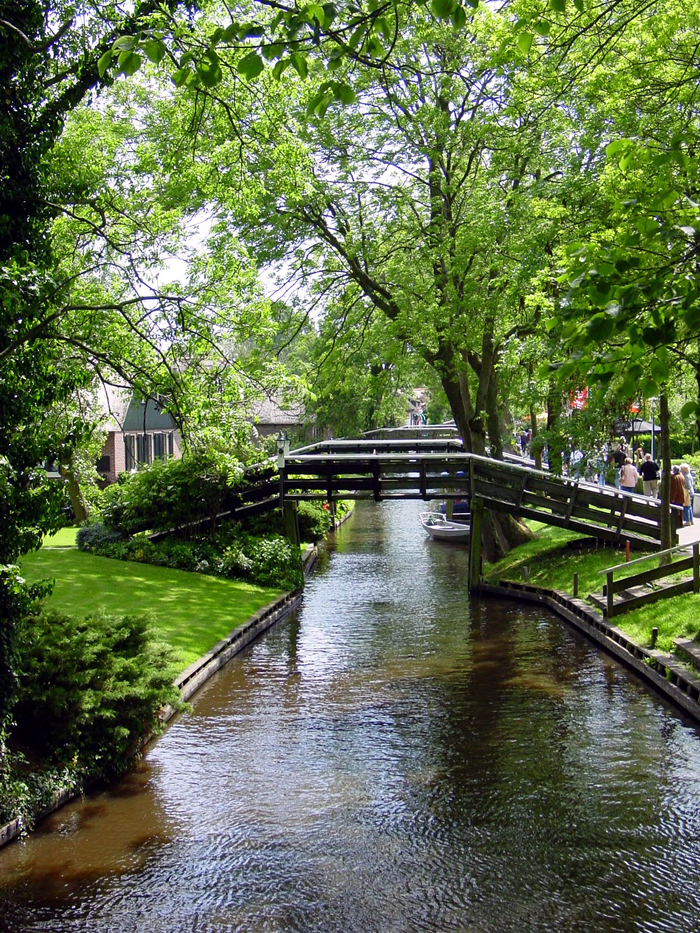
Brug in Giethoorn